# 拜韋冰川
拜韋冰川（英語：Byway Glacier），是南極洲的冰川，位於葛拉漢地的盧貝海岸，流經斯萊瑟峰，在1958年由英國南極名稱諮詢委員會命名，現時由南極條約體系管理。